# Founzan
Founzan è un dipartimento del Burkina Faso classificato come comune, situato nella provincia di Tuy, facente parte della Regione degli Alti Bacini.
Il dipartimento si compone del capoluogo e di altri 14 villaggi: Banéré, Batiéné, Bonzan, Fing, Kouloho, Kovio, Lobouga, Lollio, Nahi, Pana, Sambion, Sanéba, Yéhoun e Yerfing.